# Sławomir Krawczyk
Sławomir Krawczyk (* 28. Mai 1963 in Trzebiatów) ist ein ehemaliger polnischer Radrennfahrer und nationaler Meister im Radsport.

## Sportliche Laufbahn
1984 hatte er mit dem Gesamtsieg in der Etappenfahrt Dookoła Mazowsza (Masowien-Rundfahrt) seinen ersten bedeutenden Erfolg. Zwei Jahre später, 1986, wurde er polnischer Meister im Straßenrennen vor Andrzej Mierzejewski und gewann die Apulien-Rundfahrt für Amateure. 1989 wurde er Zweiter der heimischen Polen-Rundfahrt hinter Marek Wrona und gewann die Punktewertung der Rundfahrt, bei der er in Jahren zuvor auch Etappensiege erringen konnte. Von 1980, 1982 bis 1986 und 1990 gewann er mit seinem Team die Meisterschaft im Mannschaftszeitfahren. Bei der Internationalen Friedensfahrt 1986 belegte er den 23. Platz. Für Polen startete er zweimal bei den UCI-Straßen-Weltmeisterschaften im Einzelrennen. 1987 wurde er 91. und 1990 45. im Amateurrennen. 1990 siegte er im Eintagesrennen Puchar Ministra Obrony Narodowej und gewann er die polnische Bergmeisterschaft und siegte er im Paarzeitfahren Flèche d’Or.
Im folgenden Jahr gewann er einige Rennen in Frankreich (darunter Paris–Mantes) und erhielt daraufhin für die Saison 1992 einen Vertrag für das italienische Profi-Team Lampre. Nach einem weiteren Etappensieg in der Polen-Rundfahrt 1994 beendet er seine Laufbahn.